# Lanceerbasis Jiuquan
De lanceerbasis Jiuquan (Vereenvoudigd Chinees: 酒泉卫星发射中心, Pinyin: Jiǔquán Wèixīng Fāshè Zhōngxīn) is een Chinese lanceerbasis voor satellieten gelegen in de Gobiwoestijn in de autonome regio Binnen-Mongolië. De basis is vernoemd naar de dichtstbijzijnde grote stad, Jiuquan, op zo'n 100 kilometer afstand. De basis maakt deel uit van het lucht- en ruimtevaartcentrum Dongfeng (东风航天城), dat ook onder meer een testvluchtcentrum van de Chinese luchtmacht en een ruimtevaartmuseum omvat. 
In 1958 was het complex de eerste Chinese lanceerbasis dat werd geopend. In 1970 werd China's eerste satelliet hier gelanceerd, de Dong Fang Hong I. Ook de raketten voor China's bemande ruimtevaartprogramma worden hiervandaan gelanceerd. En op 19 september 2011 werd hier de ruimtelaboratoriummodule Tiangong 1 gelanceerd gevolgd door Tiangong 2 op 15 september 2016.
Ruimtevaartuig: Shenzhou · Tianzhou

Onbemand: Shenzhou 1 · Shenzhou 2 · Shenzhou 3 · Shenzhou 4 · Shenzhou 8

Bemand afgerond: Shenzhou 5 · Shenzhou 6 · Shenzhou 7 · Shenzhou 9 · Shenzhou 10 · Shenzhou 11 · Shenzhou 12 · Shenzhou 13 · Shenzhou 14 · Shenzhou 15 · Shenzhou 16 · Shenzhou 17 · Shenzhou 18

Bemand bezig: Shenzhou 19

Bemand gepland: Shenzhou 20 · Shenzhou 21

Gerelateerd: Tiangongprogramma · Tiangong 1 · Tiangong 2 · Tiangong ruimtestation · Lijst van bemande expedities naar het ruimtestation Tiangong · Lange Mars (raketfamilie) · Lanceerbasis Jiuquan